# Stadion Pod Goricom

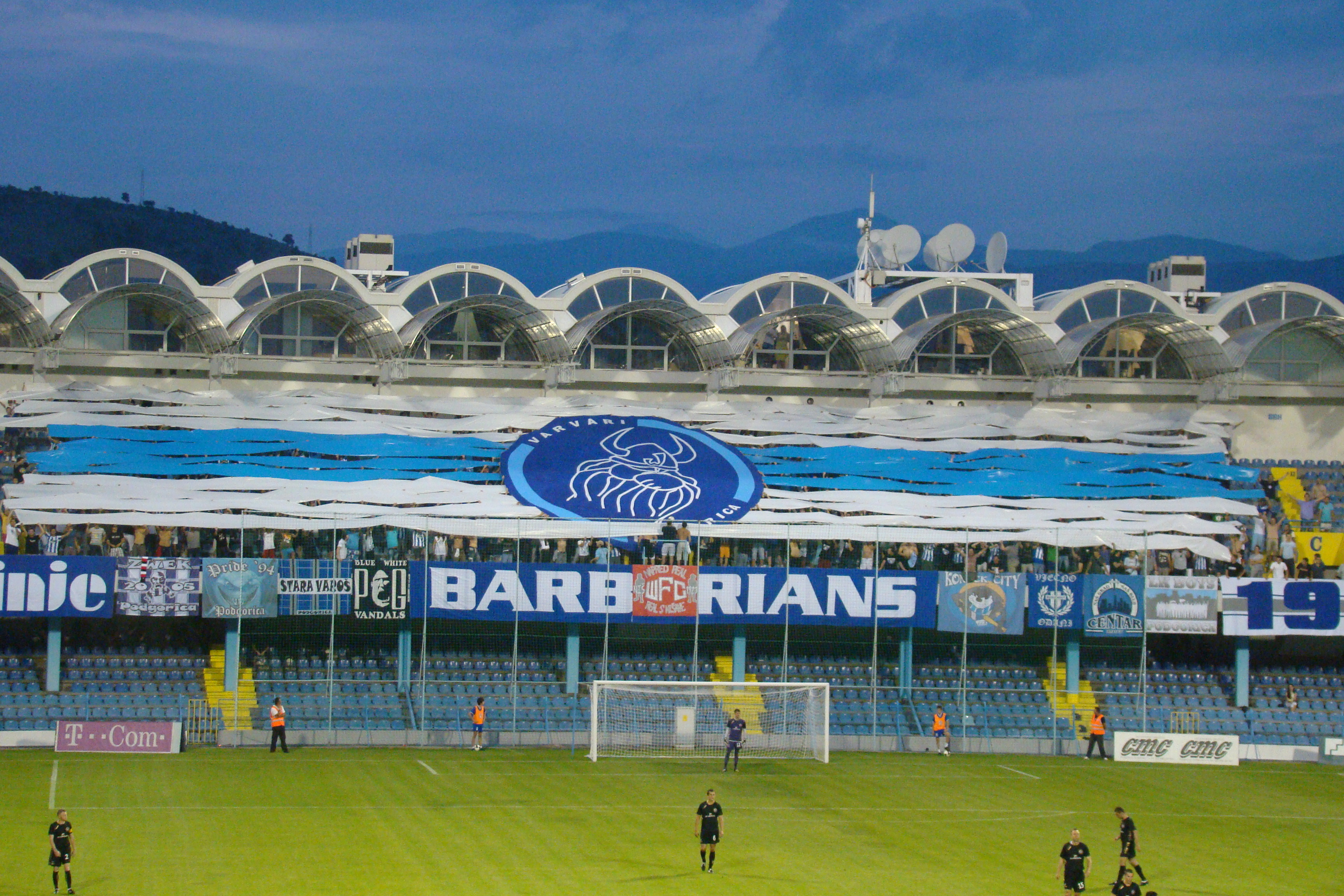
Vy inifrån arenan.

Stadion Pod Goricom (serbiska: Стадион под Горицом) är en idrottsarena i Podgorica i Montenegro och landets nationalarena i fotboll. Arenan tar 17 000 åskådare och öppnades 1945. Namnet betyder bokstavligen Under Gorica-stadion och syftar på höjden Gorica nära staden.